# 布盧姆斯堡
布卢姆斯堡（Bloomsburg）是美国宾夕法尼亚州哥伦比亚县的一个自治市镇，是哥伦比亚县的县治，位于威尔克斯-巴里西南40英里（64公里）处，萨斯奎哈纳河沿岸。它是宾夕法尼亚州唯一一个合并为“城镇”（town）的自治市。截至2010年美国人口普查，布卢姆斯堡人口为14855人，2019年估计人口为13811人。
布卢姆斯堡是宾夕法尼亚州布卢姆斯堡-伯威克大都市统计区的两个主要社区之一，这是一个涵盖哥伦比亚和蒙土尔县的大都市统计区，2010年人口普查时人口总数为85562人。

## 地理
根据美国普查局的数据，布卢姆斯堡总面积为4.7平方英里（12.1平方公里），其中4.4平方英里（11.3平方公里）是陆地，0.9平方公里（7.22%）是水域。。